# Gullmarsvägen
Gullmarsvägen är en gata i stadsdelarna Årsta och Johanneshov i Söderort inom Stockholms kommun. Gatan sträcker sig från Gullmarsplan och går, efter Sköntorpsplan, förbi Skanskvarnsskolan för att sluta vid en korsning mot Sköntorpsvägen. De flesta byggnader längs med Gullmarsvägen har klassats som kulturhistoriskt värdefulla.

## Namn och olika sträckningar över tiden

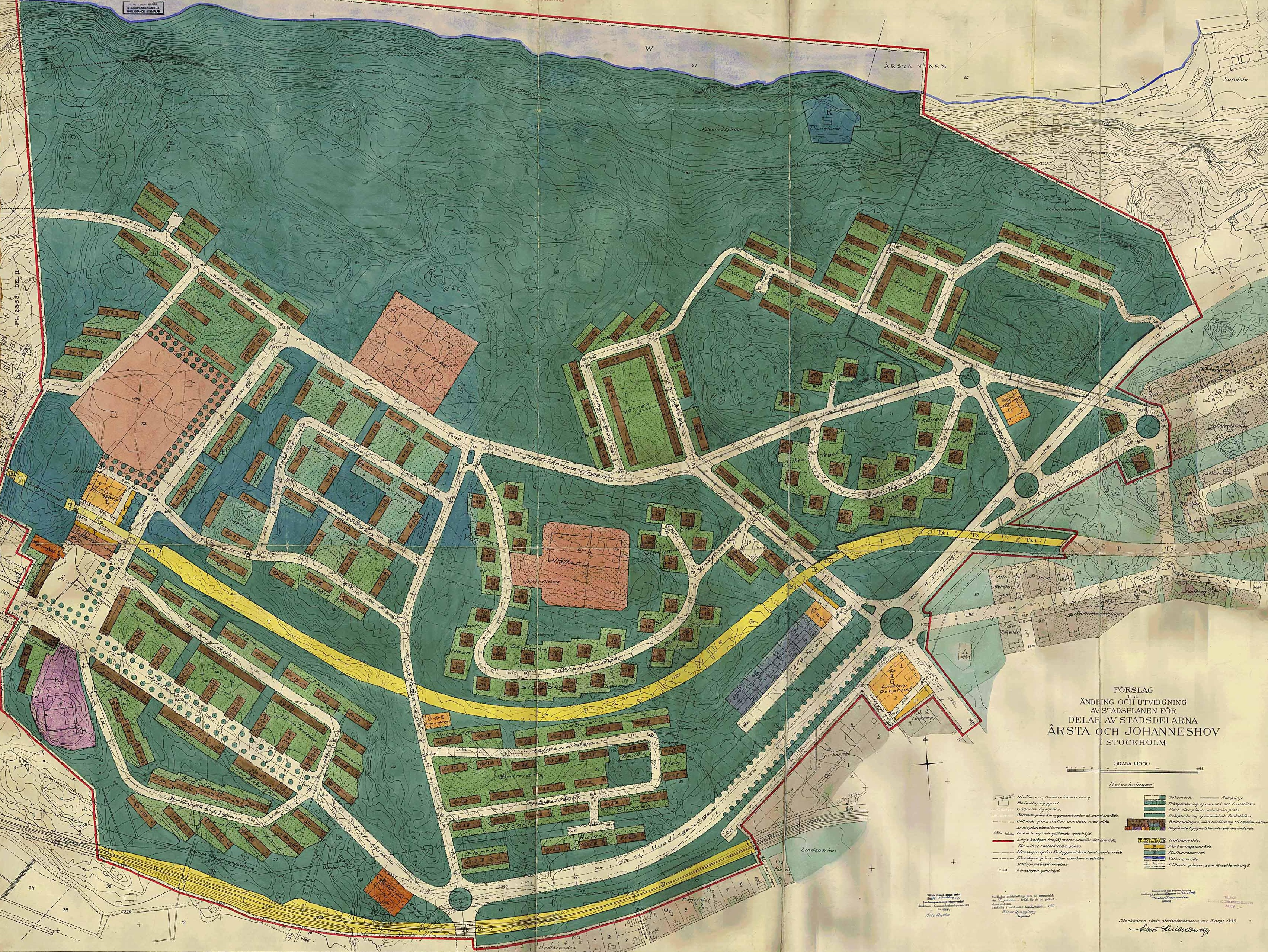
Stadsplanekarta från 1939.

Namnet är i stadsplanekartan från 2 september 1939 bara använt för den allra västligaste delen av den nuvarande gatan, västerut från där Skagersvägen nu ansluter. Nuvarande Gullmarsvägen öster om den korsningen och fram till Huddingevägen sågs som en fortsättning av Skagersvägen och benämndes med det namnet.  
Gatan namngavs officiellt 1941, men avsåg då bara gatan väster om Huddingevägen. Namnet tillhörde kategorin "sjöar och vikar" som tillämpades huvudsakligen inom Årsta. Gullmarn eller Gullmarsfjorden är en fjord i Bohuslän.
I området öster om Huddingevägen, där gatorna annars gavs namn efter yrken inom skulptering/gravering, var namnet på nuvarande Gullmarsvägen inledningsvis  "Huddingevägen". 1944 fick torget vid starten av gatan namnet Gullmarsplan, och därefter benämns också den anslutande gatan Gullmarsvägen. Förbindelse mellan östra och västra delen av gatan blev dock klar först sommaren 1954, när en bro stod färdig över Huddingevägen. Längden på gatan är sedan dess 1,2 kilometer.

## Busslinjer

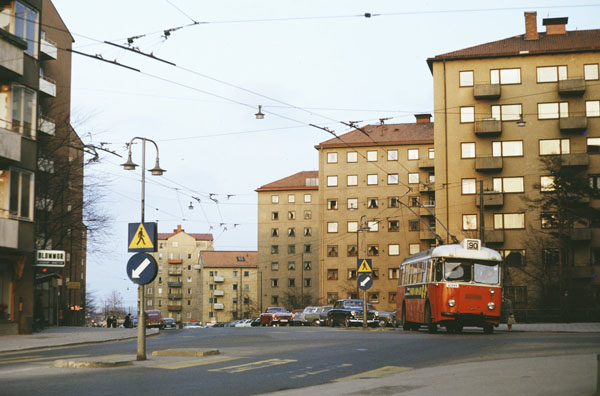
En trådbuss på Gullmarsvägen strax öster om bron över Huddingevägen, 1964.

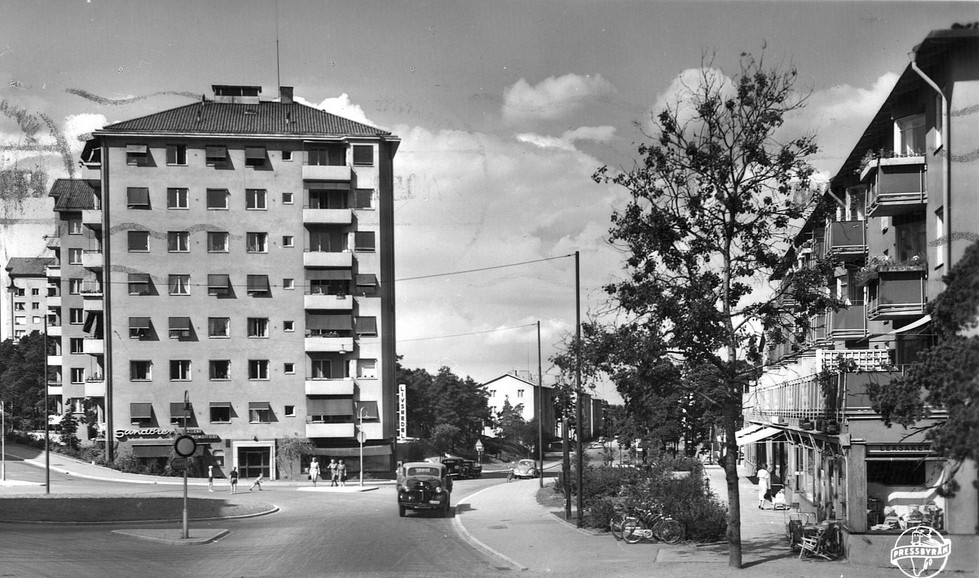
Sköntorpsplan omkring 1953, Gullmarsvägen åt höger.

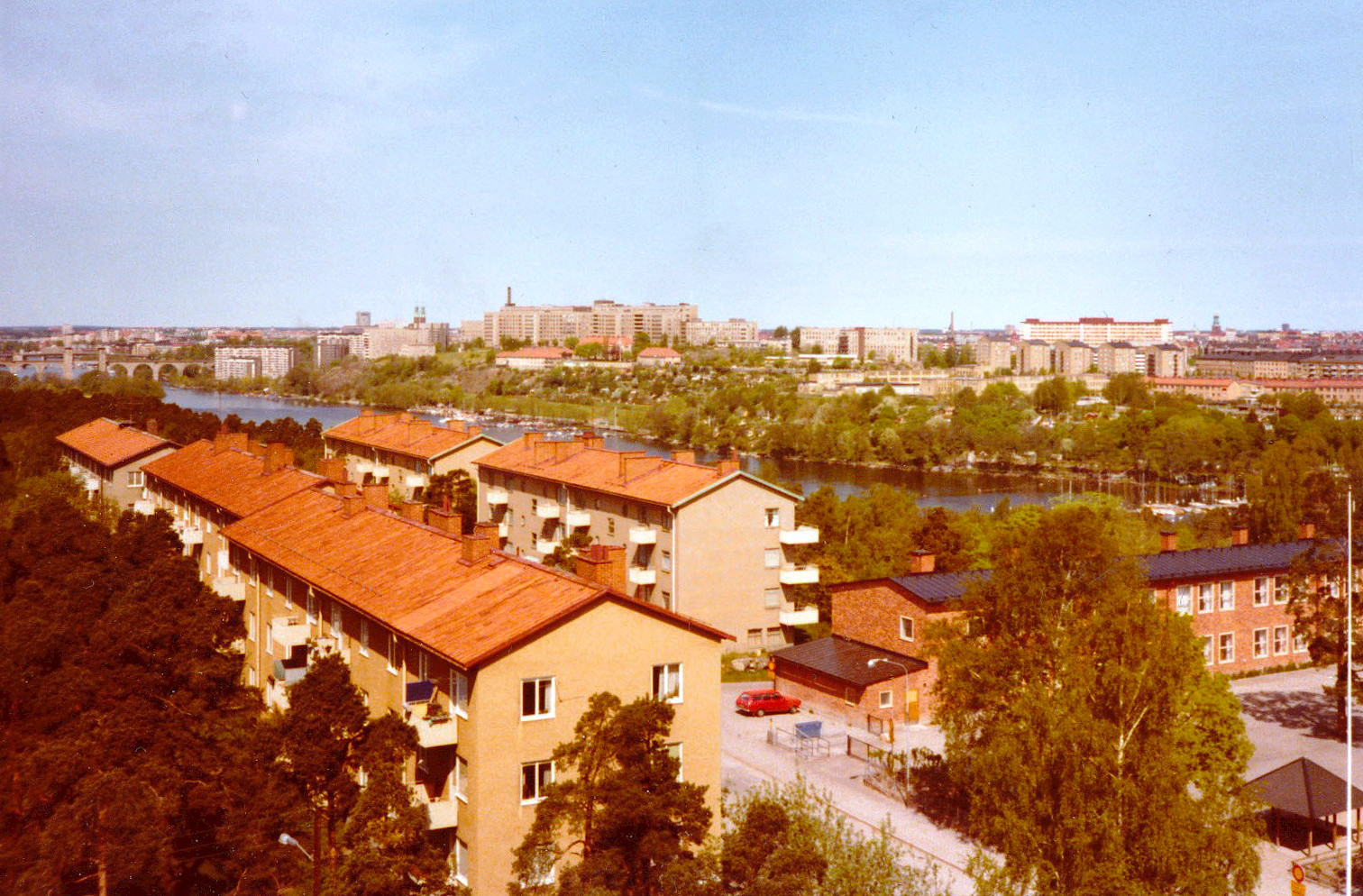
Utsikt från Gullmarsvägen 39 åt nordväst, Gullmarsrvägen 51 närmast till vänster, Skanskvarnsskolan till höger, cirka 1967.

Från 20 juli 1954 trafikerade trådbusslinje 90 gatan från Gullmarsplan till Sköntorpsplan där den fortsatte utmed Sköntorpvägen till Årsta centrum. Linjen upphörde som trådbuss 5 april 1964 och namnändrades 2 september 1967 till busslinje 190. Denna namnändrades 11 oktober 1979 till busslinje 160, och gick från 20 augusti 1990 till 17 augusti 1998 även fram till Södersjukhuset.. 
Busslinje 164 trafikerar gatan sedan 16 augusti 1993 och går fram till Sköntorpsplan där den fortsätter utmed Sköntorpsvägen till Årsta centrum, östra Årsta och till Valla torg. Från 17 augusti 1998 fortsätter den fram till Södersjukhuset. Busslinje 162 trafikerade gatan från Gullmarsplan fram till Sköntorpsplan och vidare mot Årsta mellan 13 juni 2000 och 9 januari 2006.

## Byggnader
Gatan börjar i öster vid en rondell mot Johanneshovsvägen vid Gullmarsplan och går uppför en svag backe, där Etsarvägen anknyter till vänster uppe vid krönet och där bron över Johanneshovsvägen börjar. Husen på båda sidor av gatan med gatunumren 2–4, 8–12 och 9–15 utgörs av 8-våningars punkthus. De norr om gatan uppfördes 1945–1946, arkitekter var Ancker-Gate-Lindegren arkitekter (2, 4), Sture Frölén (8,10), Sven Backström (12), de söder om uppfördes 1945–1947, arkitekter Olle Zetterberg (9), Archibald Frid (11), Sture Frölén (13), Björn Hedvall (15), där de boende i huset med adress Gullmarsvägen 9 bildade en unik tidig bostadsrättsförening. Här finns butiker i några av husen: två i 2:an, där Handelsbanken öppnade ett kontor 3 september 1946. Borgs bageri i 8:an, där Konditori Milano fanns från 1954 till 2016, en pizzeria i 12:an samt några affärslokaler. Gällande detalj/stadsplan från området är från 1 januari 1944. Fastighetsbeteckningarna visar att de högre upp på gatan (8-12, 11-15) bildades före de lägre ner (2-4, 9).
Efter bron som går över både Johanneshovsvägen och Simlångsvägen ligger till vänster avfarten till Simlångsvägen. Till höger ligger en höjd i Årstaskogen på vars topp Skanskvarns luftvärnsställning ligger. Sedan följer området vid Sköntorpsplan där Sköntorpsvägen börjar. Här ligger ett 8-vånings punkthus till vänster (27) uppfört 1946, arkitekt Backström & Reinius Arkitekter AB, med affärslokaler i gatuplanet. Till höger (42-48) ligger en lägre trevånings huslänga med affärslokaler i bottenplanet uppfört 1946, Wejke & Ödéen arkitektkontor.
Just efter Sköntorpsplan ligger vänster om gatan ett 8-vånings punkthus (29), med affärslokaler i gatuplanet, uppfört 1946, arkitekt Archibald Frid. Därefter följer en mindre korsning där det till vänster går en återvändsgränd till ett 8-våningshus (39) uppfört 1946, arkitekt: Björn Hedvall. Till höger vid korsningen ansluter Tydingevägen vars trevåningslåghus med adresserna Gullmarsvägen 50-56 uppfördes 1946, arkitekt Archibald Frid. I dess källarplan vänt mot Gullmarsvägen finns det två lokaler som tidigare hyst butiker. Efter korsningen följer Skanskvarnsskolan till höger (58–62) och till vänster finns ett nyuppfört fyravåningshuslänga (43–47).
Skanskvarnsskolan vid Gullmarsvägen 60 startade till höstterminen 1945 och ritades av Paul Hedqvist.
Efter skolan följer ett antal låghuslängor, två till höger (64–74) och fem till vänster (51–83), där två ligger bakom de andra, i den med adress 51 finns det två affärslokaler. Byggnaderna uppfördes 1946, arkitekter: Edvin Engström (64-74, 73-83) Archibald Frid (51-65).
Gatan svänger sedan kraftigt till vänster och till höger ligger en nyuppförd låghuslänga (80-84) som följs av avtagsvägen Marviksvägen.  En låghuslänga till höger (96–100), uppförda 1944–1946, arkitekter: Wejke & Ödéen&HSB:s Riksförbund, Arkitektkontoret följs av början på Skagersvägen till vänster. Låghuslängor följer på båda sidor av vägen (102–112, 101–107) med hus uppförda 1944–1946 som ovan innan gatan igen svänger 90 grader åt vänster.
Till höger i kurvan i ändan på ett nyuppfört hus bakom de andra ligger förskolan Trollstugan (114), uppförd 1989–1992. Därefter följer flera låghuslängor (116–130,109–121) innan gatan slutar med en anslutning till Sköntorpsvägen, där husen uppfördes 1944–1946 av samma arkitekter som ovan.

## Stadsmuseets kulturmärkning
Praktiskt taget samtliga byggnader längs med Gullmarsvägen är gulklassade av Stadsmuseet i Stockholm. Det innebär att "bebyggelsen har positiv betydelse för stadsbilden och/eller har ett visst kulturhistoriskt värde". Paul Hedqvists Skanskvarnsskolan och Edvin Engströms bostadshus vid Gullmarsvägen 79–83 är grönklassade, vilket betyder "ett högt kulturhistoriskt värde och betyder att bebyggelsen är särskilt värdefull från historisk, kulturhistorisk, miljömässig eller konstnärlig synpunkt".

## Bilder

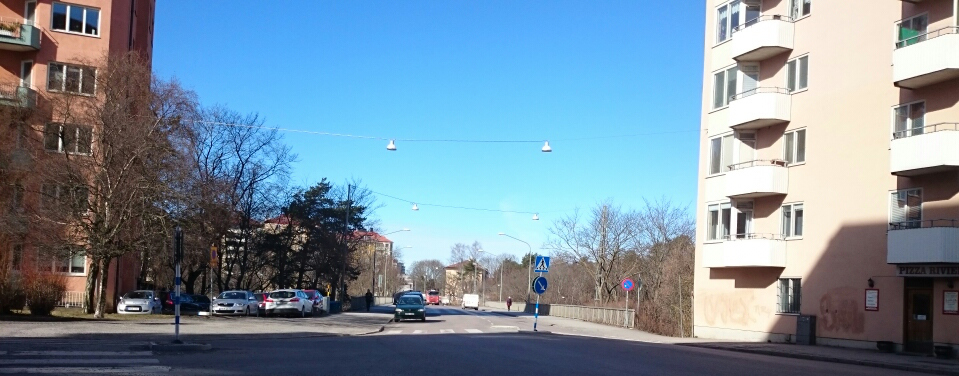
Mot bron över Johanneshovsvägen, Etsarvägen till vänster.
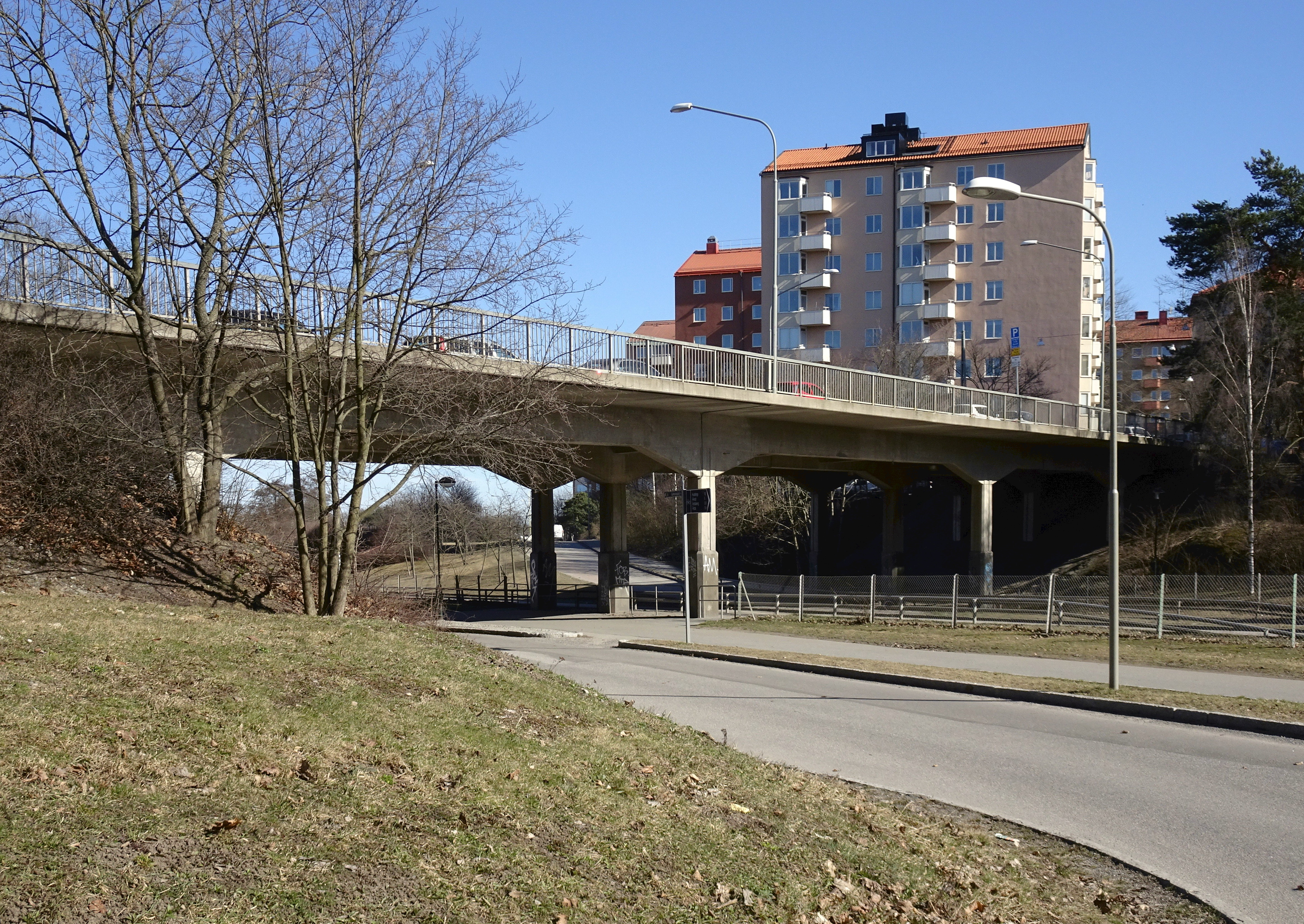
Bron Gullmarsvägen över Johanneshovsvägen.
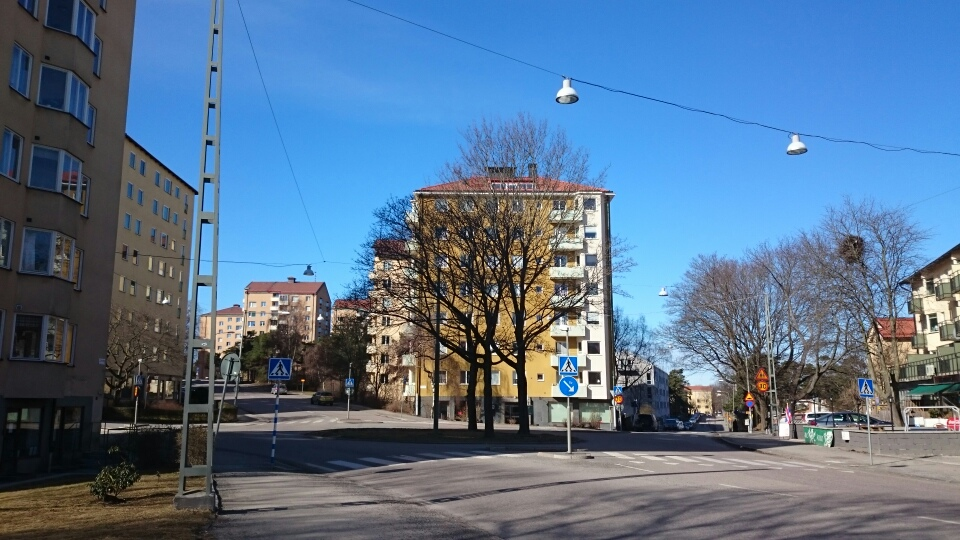
Sköntorpsplan, Sköntorpvägen åt vänster stolpen är en rest från trådbusstiden[57].

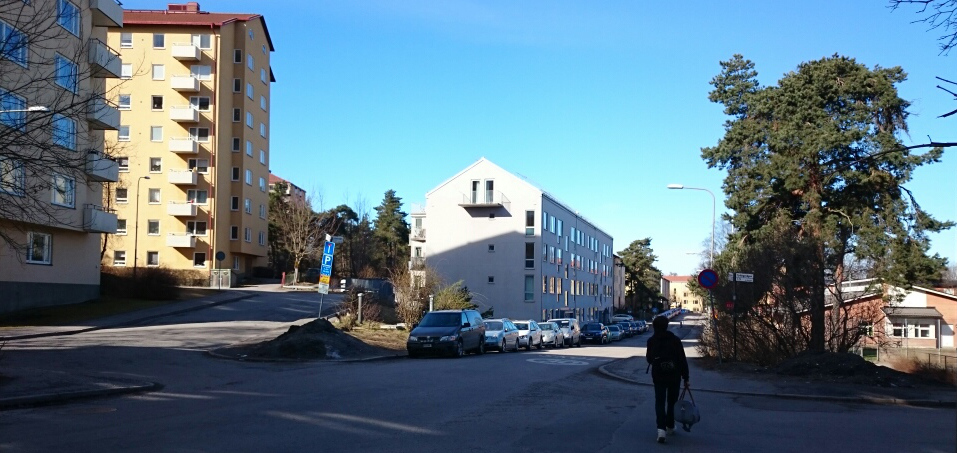
Gullmarsvägen 39-47 Skarnskvarnsskolan till höger.
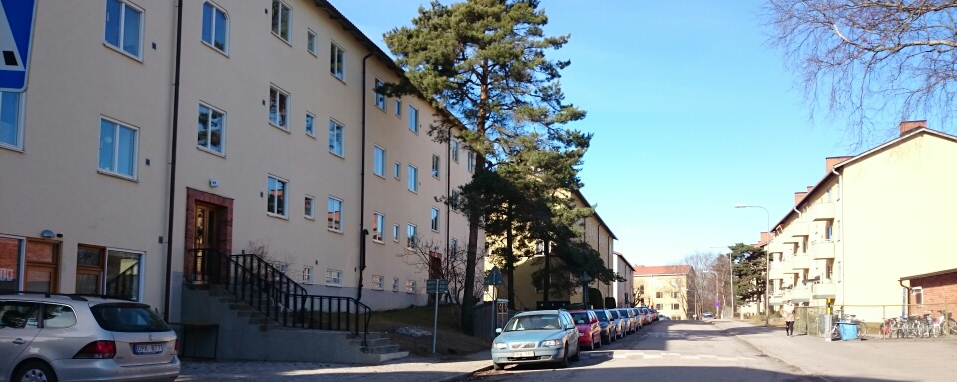
Gullmarsvägen 51 till vänster, 80 i fonden.
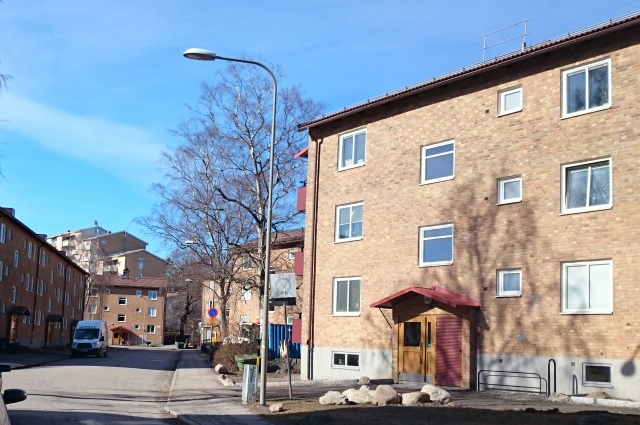
Gullmarsvägen 100 till höger.